# سحابی عنبیه
سحابی عنبیه (انگلیسی: Iris Nebula) یا NGC 7023 یک سحابی بازتابی درخشان در صورت فلکی قیفاووس است. این سحابی ۱۳۰۰ سال نوری از زمین فاصله دارد و پهنای آن شش سال نوری است.